# Třída Constitution
Třída Constitution je ve sci-fi seriálech a filmech Star Trek třída hvězdných lodí, které ve 23. století využívala Hvězdná flotila Spojené federace planet. Jednalo se o těžké křižníky, které patřily ve své době k nejlepším plavidlům Flotily co se týče zbraňového, diplomatického a vědeckého vybavení i komfortu pro osádku. 
Nejznámější lodí této třídy byla USS Enterprise (NCC-1701), která byla vypuštěna v roce 2245 pod vedením kapitána Roberta Aprila. Po něm velení převzal kapitán Christopher Pike a následně v první polovině 60. let 23. století James T. Kirk. Enterprise byla zničena v roce 2285. Osudy této lodě i její posádky popisují hraný seriál Star Trek, animovaný seriál Star Trek a celovečerní filmy Star Trek: Film, Star Trek II: Khanův hněv a Star Trek III: Pátrání po Spockovi.

## Upravená verze

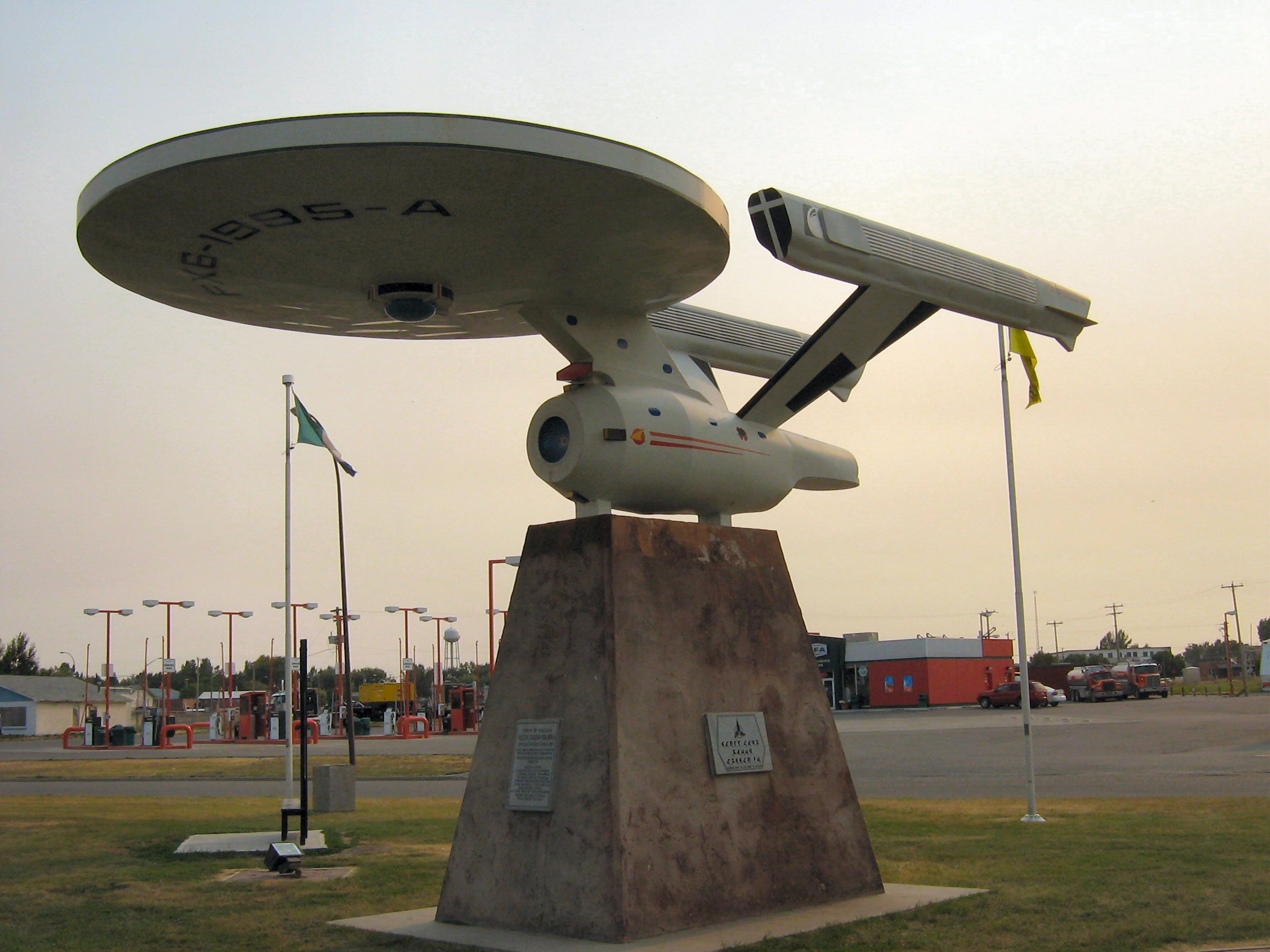
Model modernizované verze lodě třídy Constitution

Od 70. let 23. století byly lodě třídy Constitution přestavovány na modernizovanou verzi (tzv. refit). Tato plavidla disponovala větší palebnou silou a lepšími obrannými systémy. Mimo rekonstrukce byla stavěna i zcela nová plavidla této upravené třídy. V následujícím desetiletí vznikl prototyp zcela nové třídy Excelsior, která lodě třídy Constitution ve službě postupně nahradila.

## Lodě třídyConstitution
Ze seriálů a filmů jsou známy tyto lodě třídy Constitution:
- NCC-1700 (loď neznámého jména; podle Star Trek Encyclopedia nesla název USS Constitution)
- NCC-1707 (loď neznámého jména)
- USS Ahwahnee (NCC-2048)
- USS Constellation (NCC-1017)
- USS Defiant (NCC-1764)
- USS Eagle (NCC-956)
- USS Emden (NCC-1856)
- USS Endeavour (NCC-1895)
- USS Enterprise (NCC-1701)
- USS Enterprise (NCC-1701-A)
- USS Excalibur (NCC-1664)
- USS Exeter (NCC-1672)
- USS Hood (NCC-1703)
- USS Intrepid (NCC-1631)
- USS Korolev (NCC-2014)
- USS Lexington (NCC-1709)
- USS Potemkin (NCC-1659)